# 三宮·花時計前站
三宮·花時計前站（日语：／ Sannomiya-Hanadokei-mae eki */?）是位於日本兵庫縣神戶市中央區，屬於神戶市營地下鐵海岸線的鐵路車站。車站編號是K01。本站為海岸線的始發站。站名中的「花時計」源自於神戶市役所北側的花時計。

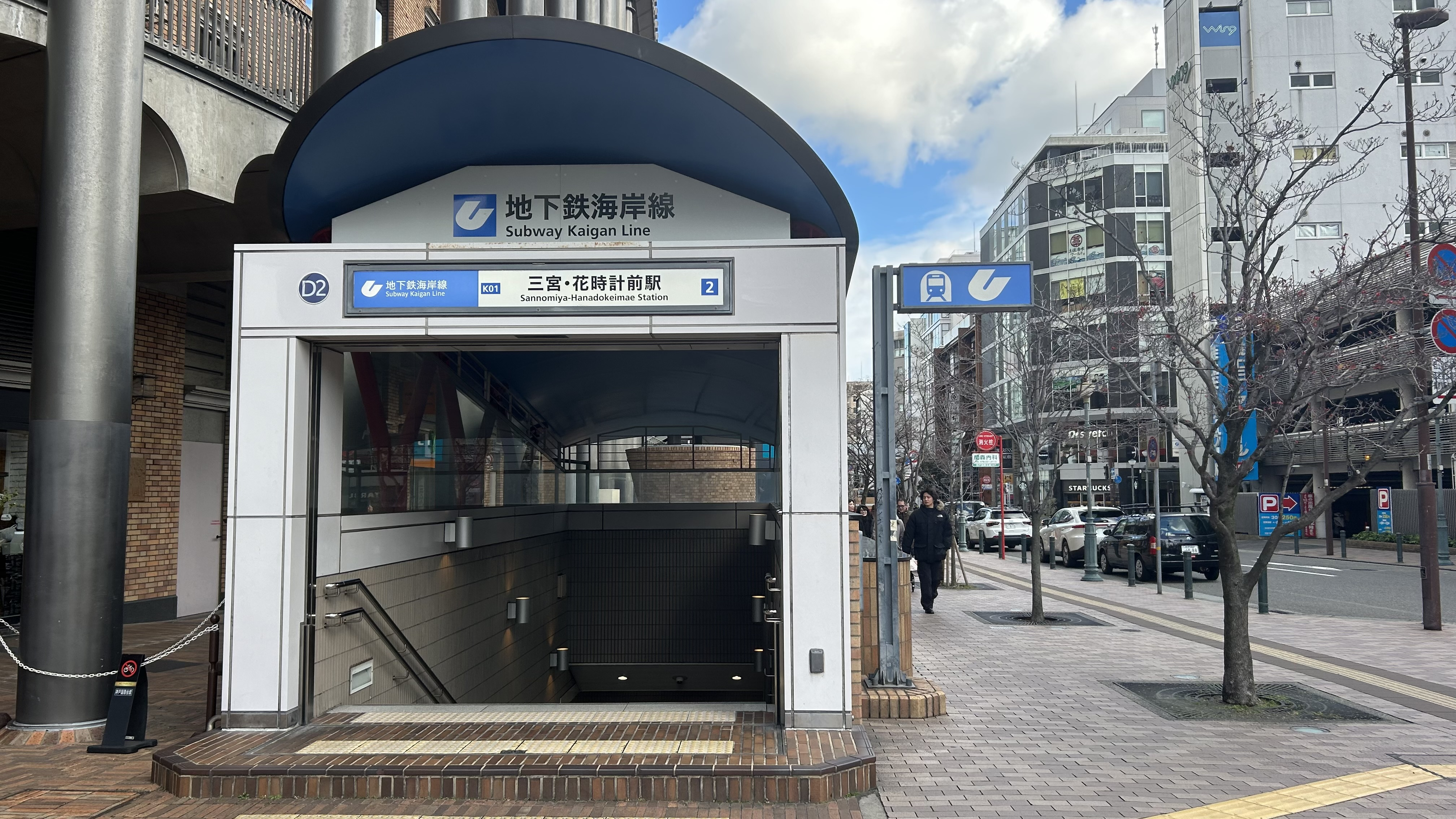
2號出入口（2024年12月）

## 歷史
- 2001年（平成13年）7月7日 - 神戶市營地下鐵海岸線的此站－新長田站間開通的同時開業。

## 車站結構

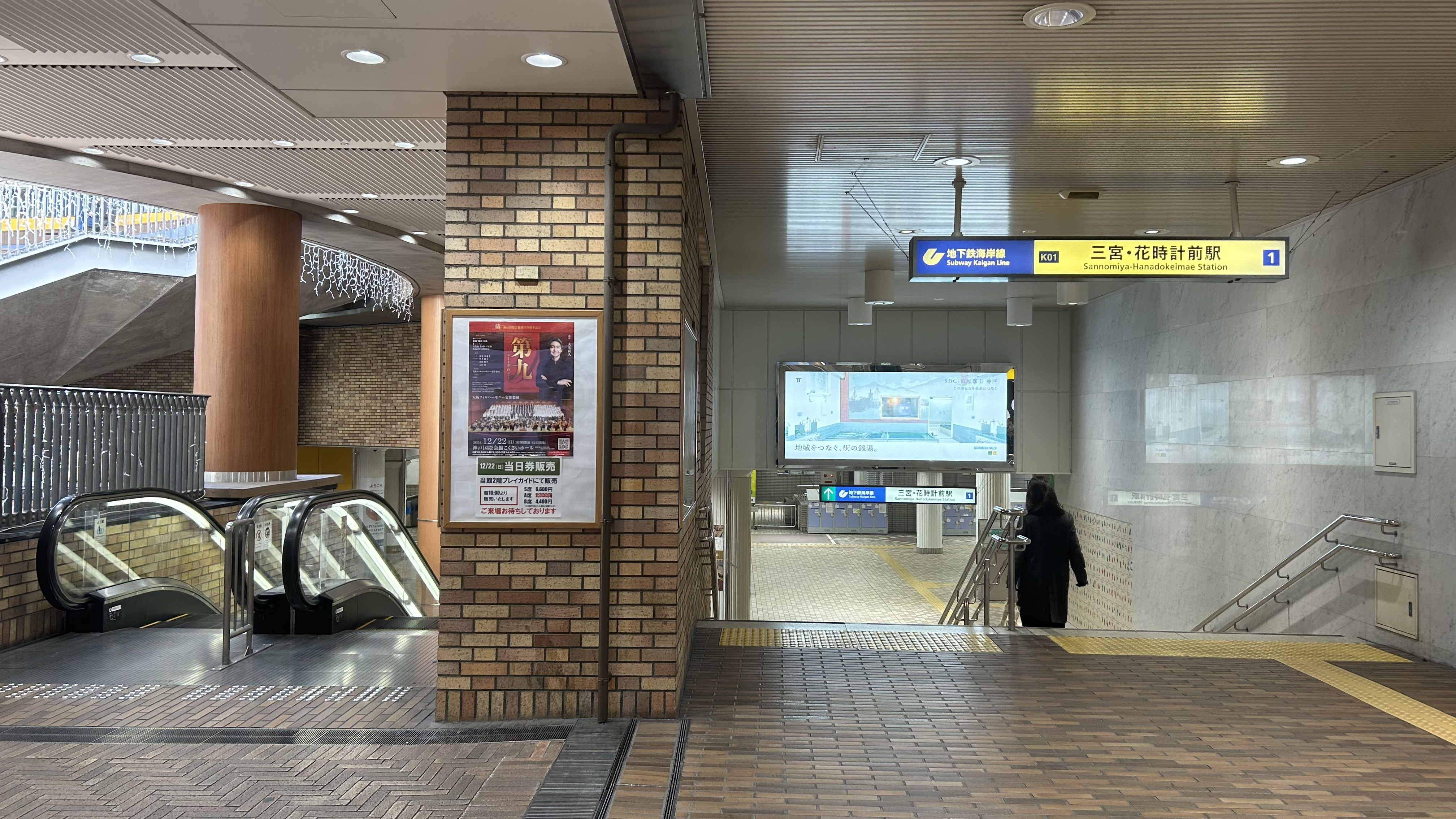
1號出入口（2024年12月）
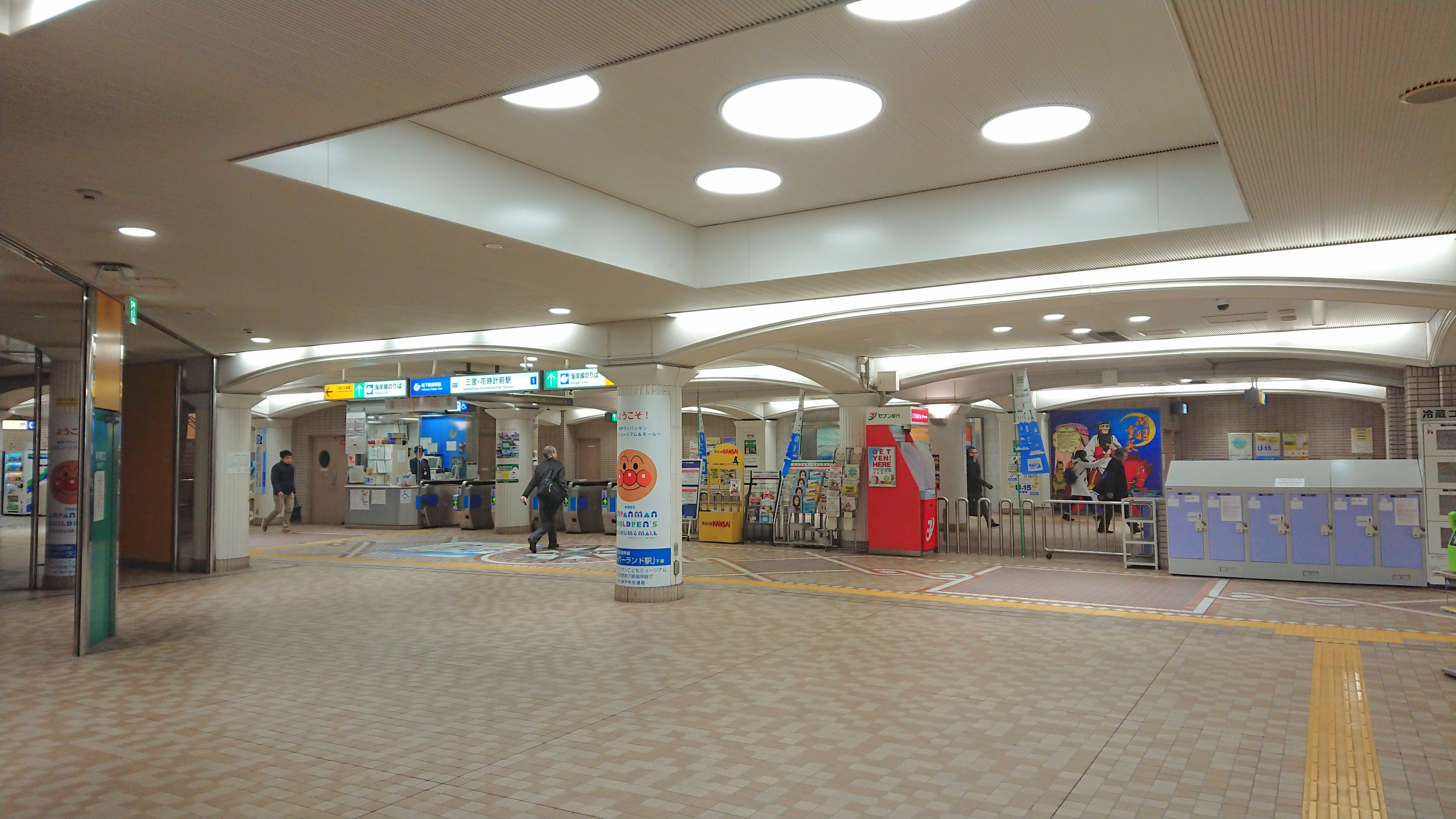
1號出口附近的廣場（2018年2月）
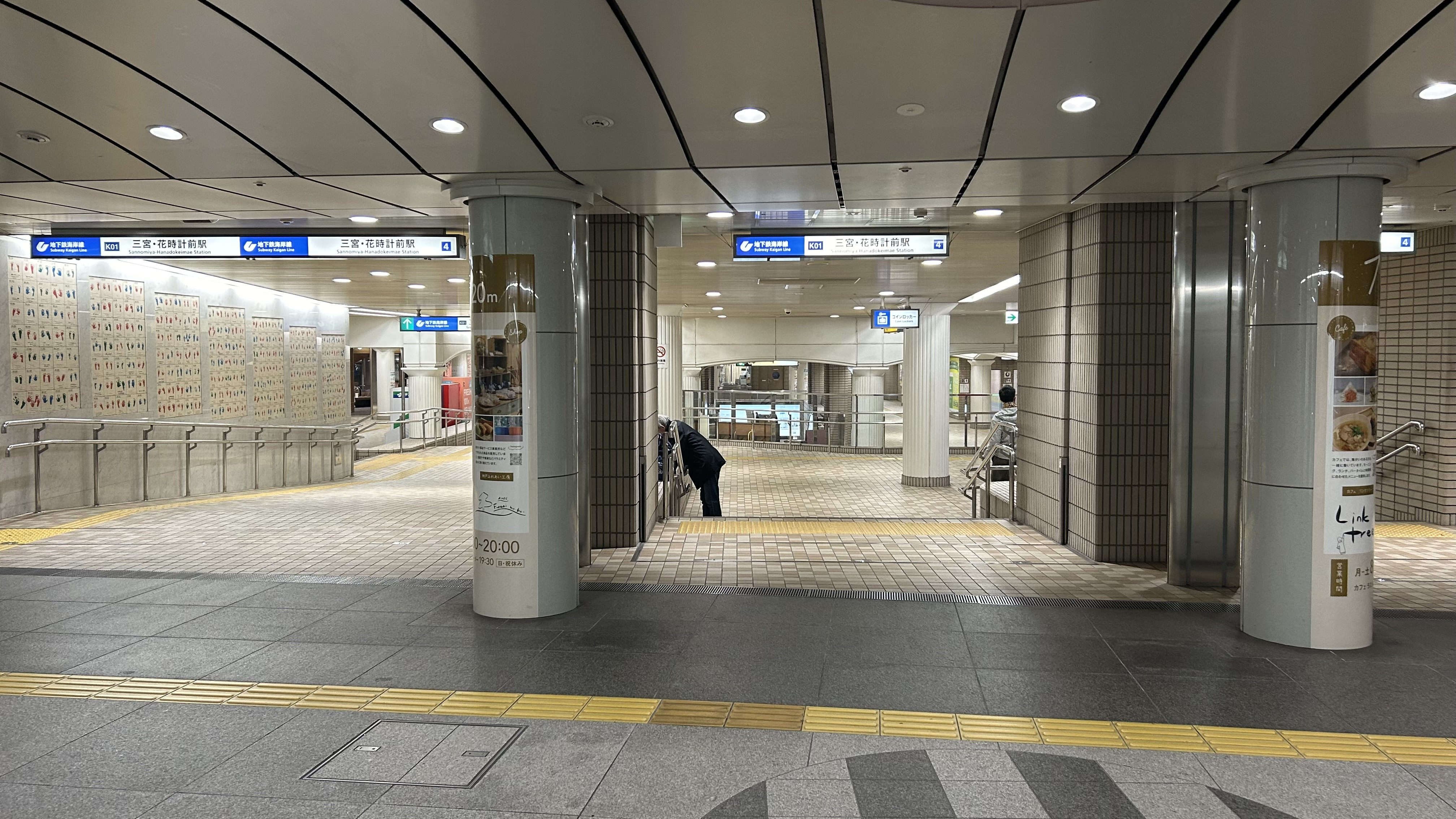
4號出入口（2024年12月）
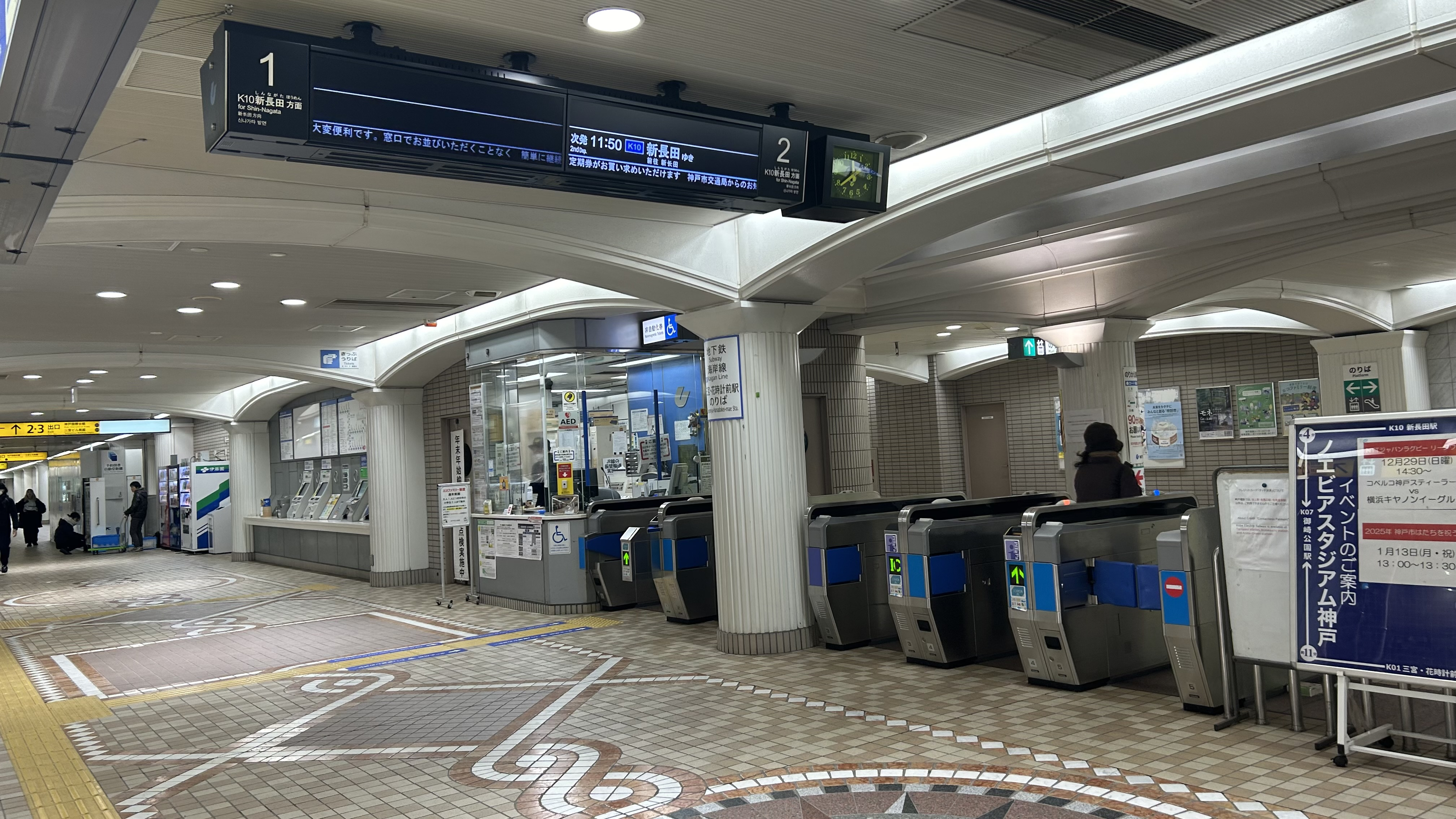
驗票閘口（2024年12月）
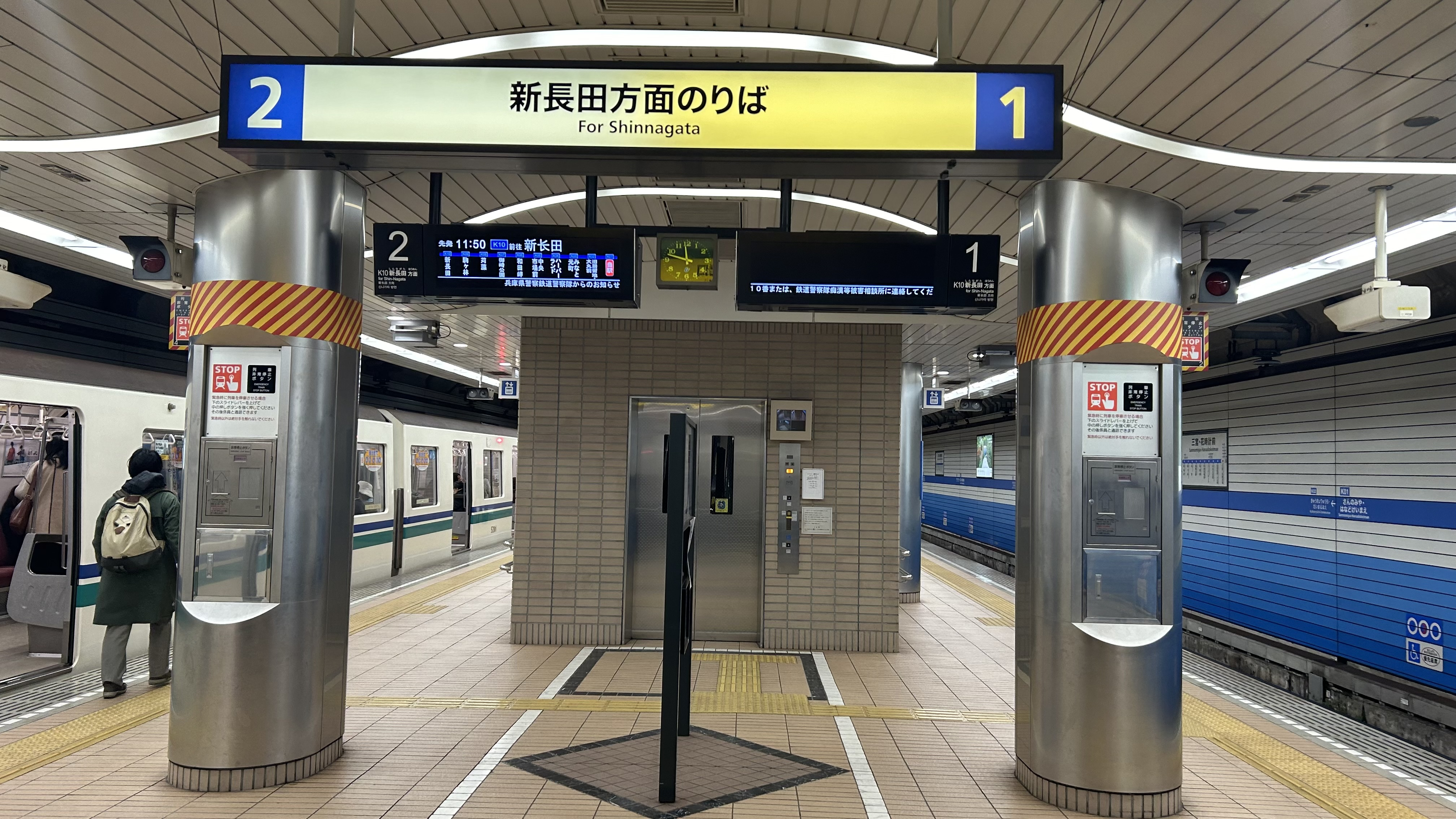
月台（2024年12月）

本站的地下2樓為車站大廳與驗票閘口，地下3樓則為月台。本站的月台是島式兼港灣式1面2線，站內設有地下通道，可與轉乘預定站（三宮站〈阪急、阪神是神戶三宮站，JR西日本是三之宮站〉），與舊居留地·大丸前站接續。

### 月台配置
| 月台 | 路線   | 目的地     |
| ---- | ------ | ---------- |
| 1、2 | 海岸線 | 新長田方向 |

## 使用情況
2016年度的1日平均上車人次為7,349人。海岸線車站次於和田岬站、新長田站排行第3位，開業以後有緩緩上昇傾向。
- 2000年度計劃時，2005年度的預測乘車人次有21,652人[2]。不過現在的乘車人次只有計劃時的3分之1程度。

開業以後的1日平均上下車、上車人次如下表。
| 年度               | 1日平均 上下車人次 | 1日平均 上車人次 |
| ------------------ | ------------------ | ---------------- |
| 2001年（平成13年） |                    | 5,260            |
| 2002年（平成14年） |                    | 5,842            |
| 2003年（平成15年） |                    | 5,842            |
| 2004年（平成16年） |                    | 5,819            |
| 2005年（平成17年） | 11,174             | 5,915            |
| 2006年（平成18年） |                    | 6,231            |
| 2007年（平成19年） |                    | 6,258            |
| 2008年（平成20年） |                    | 6,430            |
| 2009年（平成21年） |                    | 6,434            |
| 2010年（平成22年） |                    | 6,443            |
| 2011年（平成23年） |                    | 6,495            |
| 2012年（平成24年） |                    | 6,740            |
| 2013年（平成25年） |                    | 6,782            |
| 2014年（平成26年） |                    | 6,889            |
| 2015年（平成27年） |                    | 7,106            |
| 2016年（平成28年） |                    | 7,349            |

## 相鄰車站
神戶市營地下鐵
海岸線
三宮·花時計前（K01）－舊居留地·大丸前（K02）

## 外部連結
- 三宮·花時計前站（页面存档备份，存于） - 神戶市交通局